# Randy Feenstra
Randall L. Feenstra, detto Randy (Hull, 14 gennaio 1969), è un politico statunitense, membro della Camera dei Rappresentanti per lo stato dell'Iowa dal 2021.

## Biografia
Nato in una famiglia di origini nederlandesi, Feenstra conseguì un Master in Public Administration presso l'Università statale dell'Iowa e successivamente lavorò nel settore commerciale.
Entrato in politica con il Partito Repubblicano, per sette anni fu city manager della città di Hull. Dal 2006 fu per due anni tesoriere della contea di Sioux e nel 2008 venne eletto all'interno del Senato dell'Iowa, dove fu riconfermato per altri tre mandati.
Nel 2020 si candidò alla Camera dei Rappresentanti, sconfiggendo nelle primarie repubblicane il deputato in carica da diciotto anni Steve King, finito nelle polemiche a causa di commenti razzisti e nazionalisti. Nelle elezioni generali superò poi l'avversario democratico, divenendo deputato.

## Vita privata
Feenstra è sposato con Lynette dal 1996. La coppia ha quattro figli.